# Video Games Live
Video Games Live (VGL) es una serie de conciertos creada y producida por los veteranos de la industria y compositores de videojuegos Tommy Tallarico y Jack Wall. Los conciertos consisten en segmentos de música de videojuegos interpretados por una orquesta en vivo con secuencias de vídeo e iluminación y efectos sincronizados, así como varios segmentos interactivos con el público. Los segmentos están conducidos por Emmanuel Fratianni.

## Historia

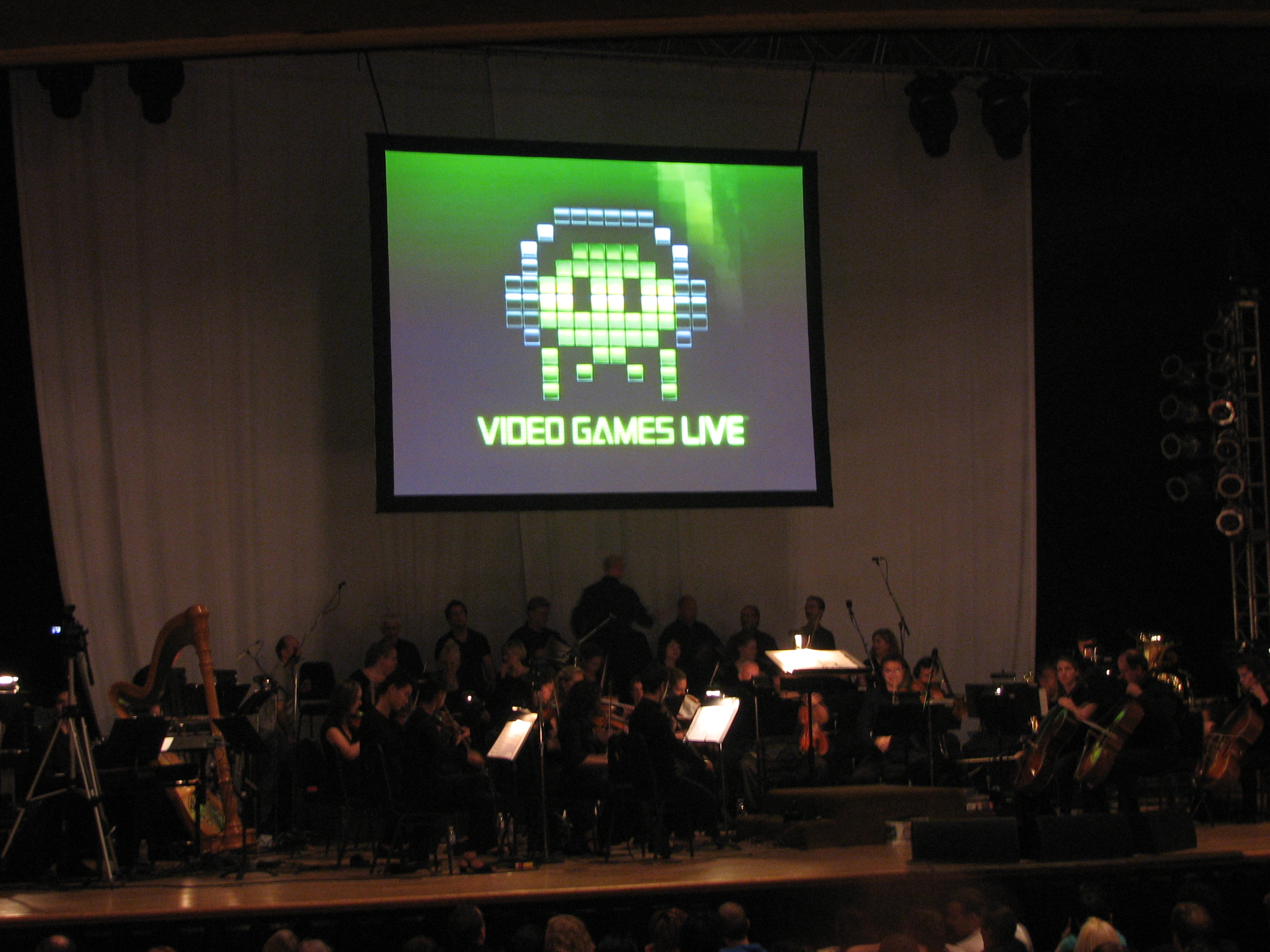
Video Games Live en el Massey Hall de Toronto, Canadá (2006).

Video Games Live fue concebido por primera vez por Wall y Tallarico, que emplearon tres años planificando el espectáculo. Durante la planificación, la tecnología necesaria para permitir la comunicación del maestro del concierto con los músicos, así como la sincronización con las luces y efectos, también fue creada. El concierto se estrenó el 6 de julio de 2005 en el Hollywood Bowl, donde la Orquesta Filarmónica de Los Ángeles actuó ante una audiencia de 11.000 personas. Tres conciertos fueron realizados el primer año. En 2006, el concierto se relanzó con una gira mundial de 11 espectáculos. El concierto se extendió a 30 ciudades en 2007 y 47 ciudades en 2008. Más de 70 espectáculos se celebraron en 2009.
Cada concierto es realizado por la orquesta local y músicos profesionales locales.

## Segmentos
Video Games Live cuenta con música de videojuegos de todas las épocas. Música de los juegos más recientes (y series en curso), como Final Fantasy, Halo, World of Warcraft, Sonic the Hedgehog, The Legend of Zelda, Kingdom Hearts y Metal Gear Solid ha sido interpretada. Otros segmentos incluyen juegos arcade retro como Tetris y Asteroids. Secuencias de vídeo de cada juego se muestran durante su segmento.
VGL presenta a menudo a solistas. Martin Leung, que se hizo conocido a través de Internet por tocar canciones de videojuegos en un piano con los ojos vendados, actúa rutinariamente en los conciertos. También descubierta en Internet por su sketch musical cosplay de The Legend of Zelda, la vocalista y flautista Laura Intravia aparece en los shows a menudo, realizando sus propios arreglos de flauta solista además de solos de flauta y vocales en los segmentos de la orquesta.
El espectáculo cuenta con varios segmentos interactivos donde miembros de la audiencia son invitados al escenario para jugar a videojuegos, mientras la orquesta toca música para que coincida con el juego. Juegos como Frogger, Space Invaders, Donkey Kong y Guitar Hero han sido jugados en vivo.

## Música interpretada
La siguiente es una lista de los videojuegos de los cuales se ha interpretado su música.
| - Advent Rising - Afrika - Assassin's Creed II - Beyond Good & Evil - BioShock - Castlevania - Chrono Cross - Chrono Trigger - Civilization IV - Command & Conquer (Red Alert) - Diablo III - Dragon's Lair (versión arcade) - End of Nations - EverQuest II - Final Fantasy (múltiples segmentos) | - God of War - Halo (múltiples segmentos) - Harry Potter y la Orden del Fénix - Headhunter - Heroes of Might and Magic Medley - Kingdom Hearts - The Legend of Zelda (múltiples segmentos) - LucasArts Medley - Mass Effect - Medal of Honor - Mega Man - Metal Gear Solid (múltiples segmentos) - Metroid - Monkey Island - Myst - Need for Speed: Undercover (con Splitting Adam) | - Portal - Rayman: Raving Rabbids - Shadow of the Colossus - Silent Hill - Sonic the Hedgehog - Space Ace - StarCraft & StarCraft II - Street Fighter - Super Mario (múltiples segmentos) - Tetris - Tom Clancy Medley - Tomb Raider - Top Gear Piano Medley (gran éxito en Brasil) - Tron - Uncharted 2 - World of Warcraft (múltiples segmentos) |

Además de estos segmentos, VGL también tiene un popurrí de Classic Arcade, con música de más de 20 juegos, incluyendo Pong, Donkey Kong, Dragon's Lair, Tetris, Frogger, Gauntlet, Space Invaders, Contra, Outrun, entre otros.